# Adam Young
Adam Randal Young (ur. 5 lipca 1986 w Owatonnie w południowej Minnesocie) – amerykański muzyk, wokalista, multiinstrumentalista, producent i założyciel projektu elektronicznego Owl City. Ma także wiele innych projektów muzycznych, w tym Sky Sailing i Port Blue. Gra między innymi na pianinie, keybordzie, syntetyzatorze, gitarze, gitarze basowej, skrzypcach, wiolonczeli, ksylofonie, akordeonie i perkusji.

## Początki kariery
Young zaczął tworzyć muzykę w piwnicy rodziców, co jego zdaniem było spowodowane bezsennością.
Pierwsze nagrania opublikował na MySpace i iTunes, sprzedając około 2000 utworów tygodniowo pod nazwą Owl City. Jego debiut – Of June – został wydany w 2007 roku bez wsparcia wytwórni płytowej. Pierwszy album Younga Maybe I'm Dreaming został wydany w 2008 roku. Podobnie jak Of June był wydaniem niezależnym i dotarł do 13 miejsca na amerykańskich listach Electronic Albums.
W 2009 roku podpisał kontrakt z wytwórnią Universal Republic i wydał swój drugi długogrający album Ocean Eyes, a piosenka Fireflies na nim zawarta stała się hitem na całym świecie i przez 2 tygodnie znajdowała się na szczycie Billboardu. Piosenki Owl City niemal z dnia na dzień stały się hymnami pokolenia MySpace – serwisu, za sprawą którego Owl City zyskało niesłychaną popularność. Young doskonale rozumiał rozterki młodych, poszukujących ludzi. Jego inteligentne teksty w połączeniu z niespodziewanie lekką i melodyjną muzyką, nadały utworom niemal uniwersalny wymiar, sprawiając, że bez problemu trafiły zarówno do komercyjnych jak i alternatywnych rozgłośni radiowych.
Na płycie All Things Bright And Beautiful artysta kontynuuje obrany wcześniej kurs, choć nie brakuje małych eksperymentów muzycznych – jak np. mariaż z hip-hopem w singlowym nagraniu Alligator Sky (ft. Shawn Chrystopher).
Adam Young gościnnie wystąpił w utworze Armina van Buurena pt. Youtopia z płyty Mirage (2010). Współpracował również z Nickiem Bracegirdle'm (Chicane) przy singlu Middle distance runner (2010) oraz Paulem van Dykiem przy piosence "Eternity" z płyty "Evolution"(2012).

## Piosenki z innymi wykonawcami
- występ w teledysku piosenki, którą zaśpiewał razem z Carly Rae Jepsen – "Good Time"
- śpiew w piosence Armina van Buurena "Youtopia"
- śpiew w piosence Schillera zatytułowanej "Alive"
- śpiew w piosence Didricka "Ready To Fly"